# Jajaja
Jajaja ist ein deutsches Performancekollektiv aus Hamburg.

## Geschichte
Jajaja wurde 2009 vom Schweizer Musiker und Performer Arvild J. Baud und der deutschen darstellenden Künstlerin Iris Minich in Hamburg gegründet. Seither tritt die Gruppe regelmäßig mit ihren Produktionen im Hamburger Veranstaltungsort Kampnagel sowie an weiteren Spielstätten und Festivals im deutschsprachigen Raum auf. Ihre Werke sind eine multimediale Mischung aus Theater, Performance, Film und Visual Sound Art. Jajaja ist auch Mitbegründer des Kunstvereins 2025ev. Hamburg.

## Ausgewählte Produktionen
- 2009: Prisoner’s Dilemma
- 2011: Tristan & Isoldes Jump'n'Run
- 2013: ATOPIA Ortlos, Anders
- 2017: ALLGORYTHM
- 2019: Atopic Politics